# Moria (Terra di Mezzo)
Nell'universo immaginario fantasy creato dallo scrittore inglese J. R. R. Tolkien, Khazad-dûm (poi conosciute come Moria) costituisce un'antica città collegata a una vasta rete di miniere e sede di un potente regno dei nani della Terra di Mezzo. Ai tempi dello Hobbit e del Signore degli Anelli la città era divenuta un luogo tenebroso dalla terribile fama, dimora di orchi e troll, oltreché di un balrog di Morgoth, il flagello di Durin, il quale viene sconfitto e ucciso ne "La compagnia dell'Anello" dallo stregone Gandalf.

## Etimologia
Il nome khuzdul dell'antico regno era Khazad-dûm, che significa letteralmente "casa dei nani" (Khazâd sta per "nani" e dûm sta per "casa"). Gli elfi usavano generalmente il termine sindarin Hadhodrond, traducibile come "sotterranei dei nani", mentre gli elfi noldor usavano il termine quenya Casarrondo, con lo stesso significato. In ovestron veniva utilizzato il termine Phurunargian (inglesizzato in the Dwarrowdelf, Nanosterro nella traduzione italiana).
Dopo la fuga dei nani a causa del balrog e la successiva colonizzazione da parte di orchi e troll, le miniere presero il nome di Moria, termine sindarin traducibile in "Pozzo nero" (mor sta per "nero" e -ia sta per "pozzo" o "abisso". Nonostante il nome Moria richiami quello biblico di Moriah (il luogo dove Abramo avrebbe dovuto sacrificare il figlio Isacco), lo stesso Tolkien negò con fermezza ogni possibile analogia.

## Descrizione

### Storia

#### Prima Era e Seconda Era
Agli albori della Prima Era Durin, il più anziano dei padri dei nani, svegliatosi alle pendici del Monte Gundabad non molto tempo dopo che i primi elfi si svegliassero, decise di incamminarsi da solo verso sud. Arrivato ad Azanulbizar rimase stupito dalla bellezza della valle e delle circostanti caverne naturali, e giungendo infine sulle sponde del Mirolago (che chiamò Kheled-Zarâm), notò che quel grande lago ovale era dotato di capacità magiche: sebbene il sole brillasse alto nel cielo, nelle sue profondità oscure si scorgeva uno scintillare di stelle. Chinatosi, Durin vide quelle stelle riflettersi e brillare come una corona sulla sua testa, e lo prese come il segno che quel luogo sarebbe diventato la dimora del suo popolo; Durin vi condusse il suo popolo e si stabilì nelle grotte, che in poco tempo furono trasformate in grandi sale e profondi corridoi che si estendevano in tutta la lunghezza e la larghezza delle viscere delle tre vette sovrastanti, Bundushathûr, Zirak-Zigil e Barazimbar.
Per tutta la Prima Era i nani fecero di Khazad-dûm un importante centro commerciale, dal quale transitavano gemme e metalli, e il loro popolo finì per espandersi e colonizzare anche le Montagne Grigie, controllandone anche i passi che conducevano nel Beleriand, e i Colli Ferrosi. Il regno non fu coinvolto significativamente nelle guerre che opposero i popoli del Beleriand a Melkor.
Nei primi secoli della Seconda Era i nani di Khazad-dûm avevano assunto il pieno controllo delle Montagne Grigie, di Erebor e dei Colli Ferrosi, nonché di tutta la parte orientale delle Montagne Nebbiose, fino ai confini con la terra di Lórien, e grazie all'arrivo dei nani da Belegost e Nogrod, fuggiti a causa della distruzione del Beleriand, alla scoperta del mithril e al consolidamento di forti relazioni commerciali, Khazad-dûm accrebbe in potenza e influenza. I rapporti con gli elfi silvani dell'Anduin rimasero controversi, ma lo stabilimento dei noldor in Eregion, intorno all'anno 750, portò a importanti cambiamenti nel rapporto tra i nani di Khazad-dûm e gli elfi. Furono avviati forti legami non solo a livello commerciale, ma anche livello culturale. Il mithril fu ammirato e largamente utilizzato dai fabbri noldor nella realizzazione delle loro opere.

#### Terza Era e Quarta Era
Con la Terza Era arrivò il declino di Khazad-dûm, causato primariamente da motivi demografici, dal momento che i nani cominciarono a diminuire sensibilmente di numero. La crisi demografica non intaccò tuttavia la potenza commerciale, che rimase per secoli forte e florida. Ma quando Sauron si insediò a Dol Guldur, molte delle zone circostanti caddero sotto la sua ombra. Gli orchi si insediarono e si moltiplicarono nelle caverne delle Montagne Nebbiose, tagliando le comunicazioni con gli altri regni dei nani. Nonostante la crisi i nani continuarono ad estrarre ed ad esportare il mithril e scavando sempre più in profondità e con sempre più cupidigia sotto il Caradhras, risvegliarono un balrog rifugiatosi migliaia di anni prima nelle viscere delle Montagne Nebbiose; il balrog decimò i nani e nell'anno 1980 della Terza Era uccise il re Durin VI; l'anno seguente uccise suo figlio Náin I. La maggior parte dei nani della stirpe di Durin si rifugiò nei Monti Grigi, mentre Thráin I, nipote di Durin VI fondò il regno di Erebor. Svuotata dai nani e scomparsi anche gli elfi che vivevano al confine occidentale, Khazad-dûm divenne dimora di un gran numero di orchi e troll e venne da allora chiamata Moria.
Molti secoli dopo Thrór, ormai vecchio e disperato, si diresse a Khazad-dûm; venne brutalmente assassinato dall'orco Azog. Nove anni dopo un vasto esercito di nani, giunse nelle miniere, desideroso di vendetta e massacrò gli orchi nella battaglia di Azanulbizar, che generò un vasto numero di morti da ambo le parti. I nani non rivendicarono però la città, data la presenza del balrog. Un tentativo importante per riconquistare Khazad-dûm venne fatto da un gruppo di nani guidati da Balin, amico di Bilbo Baggins, che riprese la città e si proclamò re. Il tentativo fallì e tutti i nani vennero uccisi.
Gandalf entrò in città per cercare lo scomparso Thráin II e anche Aragorn passò attraverso le miniere durante uno dei suoi viaggi. Gollum varcò i cancelli della città con lo scopo di raggiungere i cancelli occidentali per poi dirigersi verso la Contea. Moria venne attraversata dalla Compagnia dell'Anello, che fu attaccata dagli orchi e dal balrog, che precipitò però insieme a Gandalf nell'abisso del ponte; i due si scontrarono in un duello che continuò nelle viscere e nelle cime delle montagne, dove lo stregone sconfisse il suo nemico e gettò la sua carcassa contro il fianco di Zirakzigil.
Svariate generazioni dopo la morte del balrog il re Durin VII riportò il suo popolo a Khazad-dûm, ritrovando quanto rimaneva delle immense ricchezze del regno. Dette inizio alla rifondazione di Khazad-dûm e alla nuova ricerca dell'Ascia di Durin.

### Geografia
Le miniere di Khazad-dûm si estendevano per quaranta miglia in linea d'aria dai cancelli occidentali a quelli orientali, sotto tre delle più alte vette delle Montagne Nebbiose: Celebdil, Fanuidhol e Caradhras. La parte più antica, situata nel versante orientale delle montagne, era caratterizzata da ampi saloni cavernosi con pilastri scolpiti nella pietra dura con le sembianze di maestosi alberi. La parte più recente era situata nel versante opposto. Le vie di comunicazione più importanti all'interno delle miniere si potevano distinguere dalle altre perché più larghe e non avevano aperture ai lati.
L'ingresso principale di Khazad-dûm era situato a est delle Montagne Nebbiose, dove si affacciava su Azanulbizar. Le grandi porte erano precedute da un ampio salone, con enormi colonne e alte finestre che consentivano la penetrazione della luce del giorno. Prima della loro distruzione, sui cancelli erano incise rune di diverse lingue con divieti ed ammonimenti per chiunque avesse intenzione di entrare nel regno senza l'autorizzazione del re. Dopo la fuga dei nani, i grandi cancelli giacevano a terra, rotti e consunti dalle intemperie.
I cancelli occidentali rappresentavano l'ingresso occidentale al regno e furono progettati e costruiti da Celebrimbor e dal nano Narvi nella Seconda Era, in modo da facilitare i vasti contatti commerciali e culturali tra la città e i noldor dell'Eregion. I cancelli erano decorati con l'ithildin e vi fu inciso l'emblema di Durin, un martello e un'incudine coronata con sette stelle, gli alberi gli Alti Elfi e la stella della Casa di Fëanor. I cancelli furono progettati in modo che, dall'interno, bastasse una semplice spinta per aprirli. Dall'esterno, nessuno avrebbe potuto aprire le porte, se non a conoscenza della parola magica; Sulla porta vi è scritto: « Ennyn Durin Aran Moria / Pedo mellon a minno » cioè « Le porte di Durin Signore di Moria / Di' amico ed entra ». Le porte furono chiuse dopo che l'Eregion fu distrutto dagli eserciti di Sauron. Secoli dopo il Sirannon, il torrente che passava nei pressi delle porte, venne arginato e riempì l'intera vallata antistante, formando uno stagno, dove si insediò l'Osservatore nell'acqua, una creatura strisciata fuori delle profondità delle montagne.
Tra le sale vi è la Camera di Mazarbul, l'antica camera degli scritti, situata in un corridoio della ventunesima sala dell'estremità nord, in cui la luce del giorno penetrava da profondi pozzi. Balin vi stabilì la sua dimora durante il suo tentativo di riconquistare la città. Oltre all'ingresso principale, che si affacciava nella ventunesima sala, vi era un'altra porta, più piccola, che dava su delle scale che conducevano ai saloni dell'antica Khazad-dûm.
Il ponte di Khazad-dûm era un esiguo ponte di pietra che attraversava una voragine per condurre ai cancelli orientali delle miniere. Il ponte era stato concepito con un'esigua larghezza per facilitarne la difesa: qualsiasi esercito nemico avesse preso le sale e i corridoi esterni, avrebbe potuto camminare solo in fila indiana per raggiungere l'interno delle miniere, il che avrebbe facilitato il compito dei difensori nell'impedire al nemico di penetrare. Il ponte crollò durante il duello fra il balrog e Gandalf, che precipitarono nell'abisso. Vi era poi la leggendaria Interminabile Scala, la quale partiva dall'abisso più basso delle miniere e terminava nella vetta di Celebdil.

## Adattamenti

### Cinema
Nel film d'animazione di Ralph Bakshi, le miniere di Khazad-dûm appaiono come un interminabile labirinto fatto di archi, scale, e crepacci. Essendo una pellicola animata, i colori usati non danno l'idea dell'oscurità come nel libro o negli altri adattamenti.
Nella trasposizione cinematografica di Peter Jackson, il regista si è sostanzialmente basato sulle illustrazioni di Alan Lee, con la differenza che, a parte il ponte, l'architettura è interamente costituita da poligoni, e non contiene minimamente curve.

### Giochi
Sulle miniere di Moria è anche basato un omonimo gioco in stile rogue. Lo scopo del gioco è di raggiungere il fondo di un labirinto delle miniere e uccidere il Balrog. A questo gioco si sono ispirati anche altri videogiochi, come Angband e Diablo.
La prima espansione al gioco MMORPG Lord of the rings Online è intitolato proprio Mines of Moria, contenente numerosi livelli ambientati in varie parti delle miniere, come l'Interminabile Scala, il Ponte di Kazad-dum e i vari cancelli.
Le miniere sono presenti anche sul gioco da tavolo de Il Signore degli Anelli, ideato da Reiner Knizia.